# 原口るりこ
原口 るりこ（はらぐち るりこ、1986年9月17日 - ）は、日本のタレント、フリーキャスター。旧芸名、香屋 ルリコ（かや ルリコ）。かつてセント・フォースに所属していた。夫はプロサッカー選手の原口元気。

## 略歴
東京都西東京市出身で、実家は同市田無町にある田無神社。立教大学社会学部卒業（元テレビ朝日アナウンサーの宇賀なつみとは同級生）。
大学在学中より芸能事務所に所属し、フリーアナウンサーとして活動。当初はセント・フォース「スプラウト」カテゴリーに所属し、その後同カテゴリーの分社化により株式会社スプラウトへ転籍。2013年7月、もとのセント・フォースへ「復帰」。フジテレビONE『プロ野球ニュース』、NHK Eテレ『テレビスポーツ教室』やニッポン放送『サタデー知っとかナイツ』などに出演した。
2016年1月、ドイツで生活している夫のもとに生活拠点を移すため、夫の海外チーム移籍に伴いセント・フォースを離れる。
2019年12月より原口るりこ名義で雑誌『RETRIEVER』（エイ出版社）に連載を持つ。

### 私生活
2015年、プロサッカー選手の原口元気と3年半の交際を経て、亡き父の誕生日にあたる8月30日に婚姻届を提出し結婚。9月1日、自身のブログにて結婚を発表。2016年6月、一時帰国し、同月29日に自身の実家である神社にて挙式。同日、挙式をInstagramで報告した。

## 主な出演

### テレビ
- J:COM「横濱ツウ」レポーター
- フジテレビONE「プロ野球ニュース」（火・水曜日進行キャスター）[12]
- NHK Eテレ「テレビスポーツ教室」（司会）
  - スノーボード・ハーフパイプ」（2013年1月20日）
  - フィギュアスケート（2013年2月3日・17日）
  - ドッジボール
  - サッカー
  - 逆上がり
  - 跳び箱、マット運動
  - テニス
  - ダンス

### ラジオ
- ニッポン放送「サタデー知っとかナイツ」

### インターネット
- ニコニコ動画
- マイナビ

### 雑誌
- RETRIEVER（エイ出版社）